# Abd-al-Ghaní (nom)
Abd-al-Ghaní és un nom masculí teòfor àrab islàmic (àrab: عبد الغني, ʿAbd al-Ḡanī) que literalment significa ‘Servidor del Ric’, essent «el Ric» un dels epítets de Déu. Si bé Abd-al-Ghaní és la transcripció normativa en català del nom en àrab clàssic, també se'l pot trobar transcrit Abdul Ghani, ‘Abdul Ghanie... normalment per influència de la pronunciació dialectal o seguint altres criteris de transliteració. Com a teòfor, també el duen molts musulmans no arabòfons que l'han adaptat a les característiques fòniques i gràfiques de la seva llengua.
Vegeu aquí personatges i llocs que duen aquest nom.